# Кубовская
Кубовская — деревня в составе Кубовского сельского поселения Пудожского района Республики Карелия, комплексный памятник истории.

## Общие сведения
Расположена на берегу реки Водла.
Сохраняется церковь Трёх Святителей и Смоленской Божьей Матери (XIX век).

## Население
| 2002 | 2009 | 2010 | 2013 |
| ---- | ---- | ---- | ---- |
| 112  | ↘76  | ↘49  | ↘40  |

## Интересные факты
Памятники архитектуры (1900-е годы) — дом крестьянина Беляева и амбар Гришина из деревни Кубовская были перенесены в музей-заповедник «Кижи».